# Mall dos Emirados
O Mall dos Emirados é um shopping center em Dubai, nos Emirados Árabes Unidos. É atualmente propriedade da Majid Al Futtaim Group. O shopping foi concebido pela empresa americana arquitetónica, F + A Arquitectos. Antes da abertura do Dubai Mall, o Mall dos Emirados foi o maior shopping center no Oriente Médio. Ele contém cerca de 2.400.000 de pés quadrados (223.000 m²) de lojas e todo o centro comercial faz um total de aproximadamente 6,5 milhões de pés quadrados. Numa perspectiva global, o maior shopping center, o South China Mall, em Dongguan, na China, contém cerca de 7.100.000 de pés quadrados (660.000 m²) de espaço em um complexo comercial que totaliza cerca de 9.600.000 de pés quadrados (892.000 m²).
Embora as características habituais amenidades de um shopping center (um quatorze-screen cinema, um jogo arena, uma típica variedade de lojas, um dramático e teatro), a sua reivindicação de maior fama é a do Oriente Médio primeira encosta coberta de gelo para prática de esqui, o Ski Dubai. Com a área de esqui interno, uma das maiores do mundo, o Mall dos Emirados visa diferenciar-se a partir da dúzia de outros novos shoppings concluída em Dubai e nos Emirados circundantes.
Metade do shopping abriu em Setembro de 2005 e, em seguida, abriu oficialmente em finais de Novembro de 2005 com a inauguração da área de esqui, embora já estejam em funcionamento há várias semanas. Ele está localizado na área de Al Barsha, em Dubai.
Em novembro de 2005, foi nomeado o principal shopping center do mundo no World Travel Awards em Londres. A Forbes também reconheceu o Mall of the Emirates como um dos cinco principais shoppings de Dubai.

## Lojas notavéis
- Alfred Dunhill
- Axiom Telecom
- BCBG Max Azria
- Borders
- Brooks Brothers
- Burberry
- Centrepoint
- Bulgari
- Carolina Herrera
- Carrefour
- Debenhams
- Dolce & Gabbana
- Diesel S.p.A.
- DKNY
- Ermenegildo Zegna
- Giorgio Armani
- Escada
- Forever 21
- Gucci
- H&M
- Harvey Nichols
- Hugo Boss
- Hugo Boss Orange
- Jumbo Electronics
- Kenneth Cole
- Lacoste
- Louis Vuitton
- Montblanc
- Paul Smith
- Roberto Cavalli
- Salvatore Ferragamo
- Tiffany & Co.
- Versace
- Virgin Megastore
- Yves Saint Laurent

## Galeria

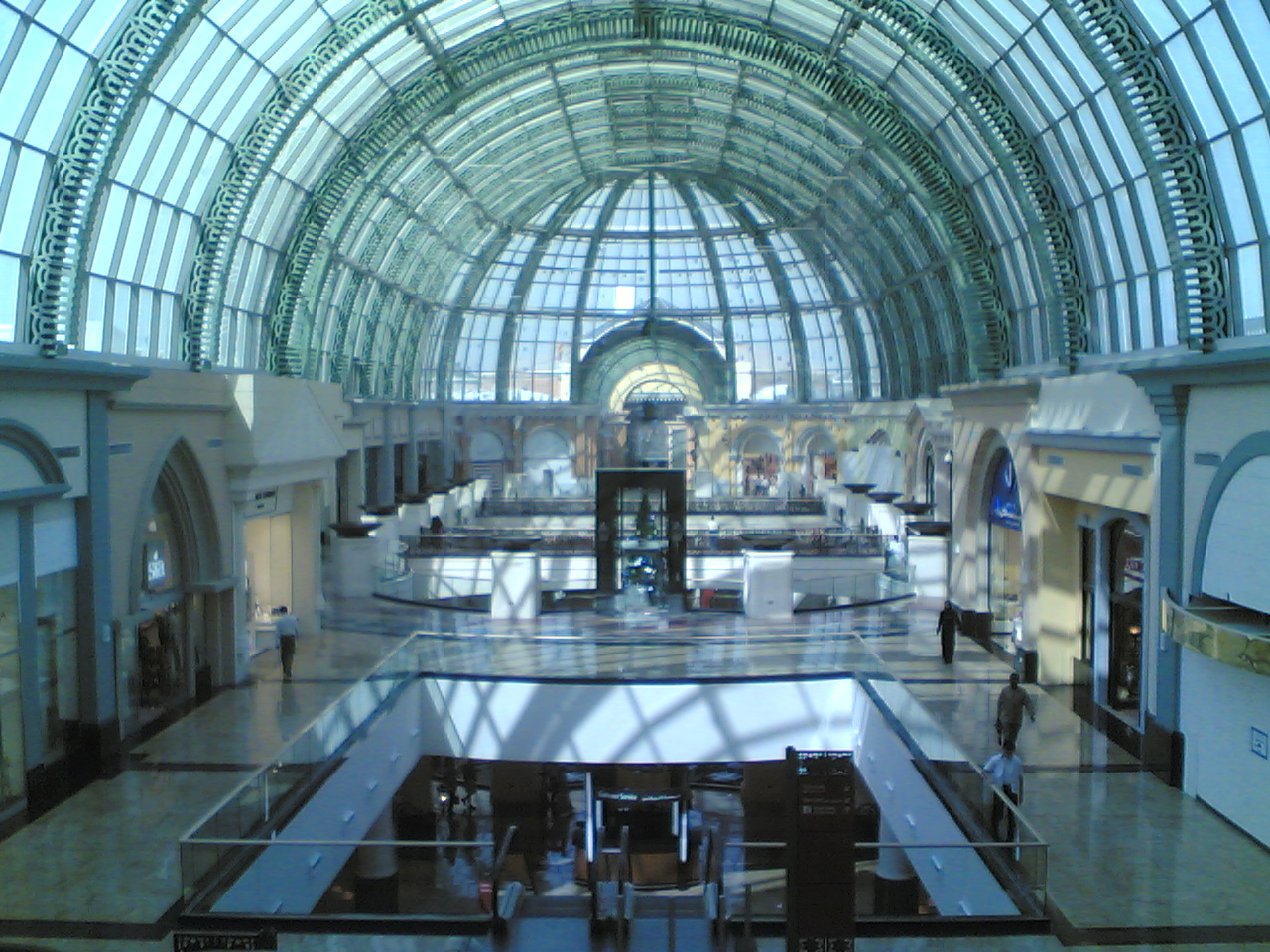
Mall dos Emirados
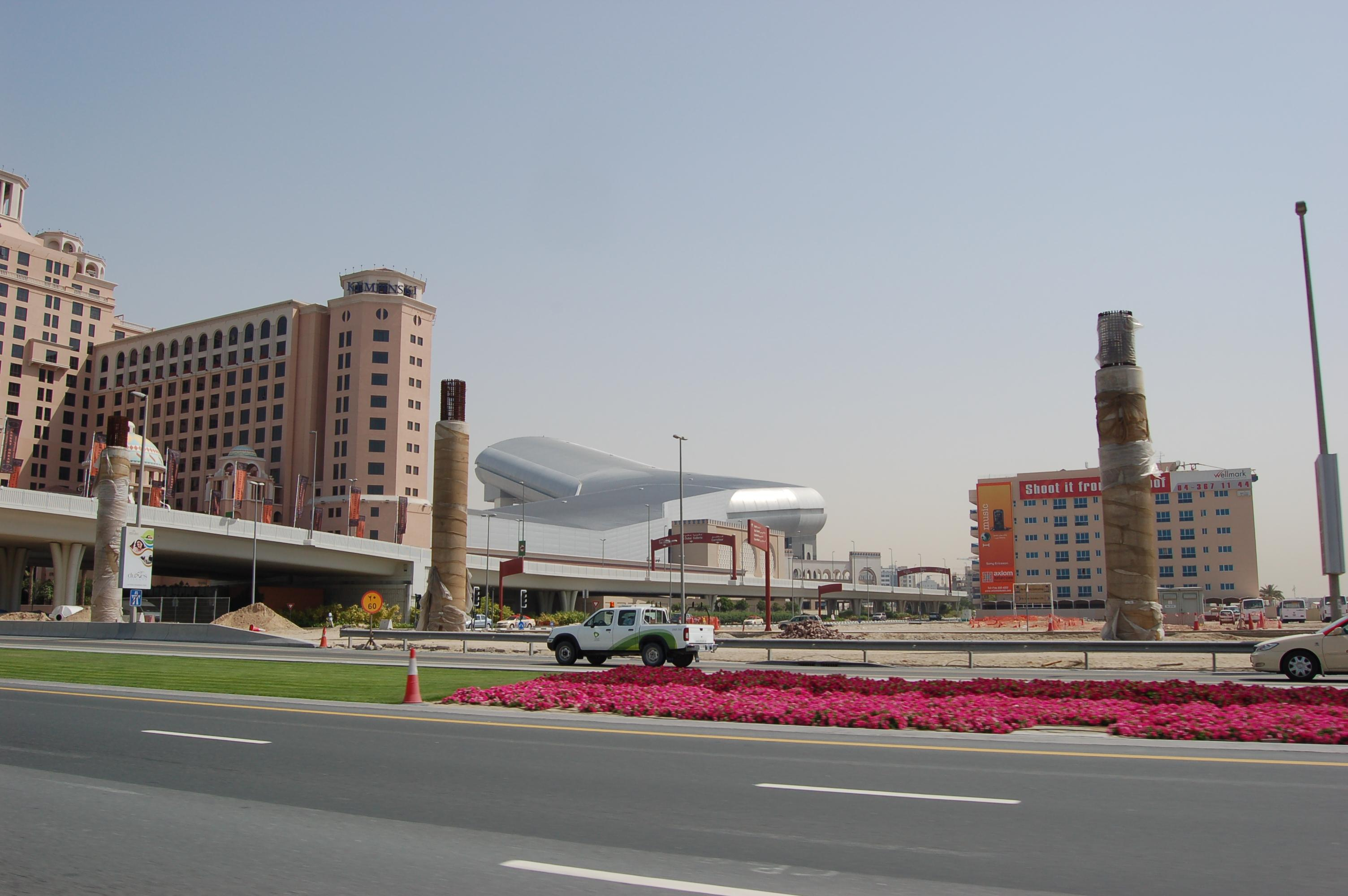
Ski Dubai seen from the Sheikh Zayed Road
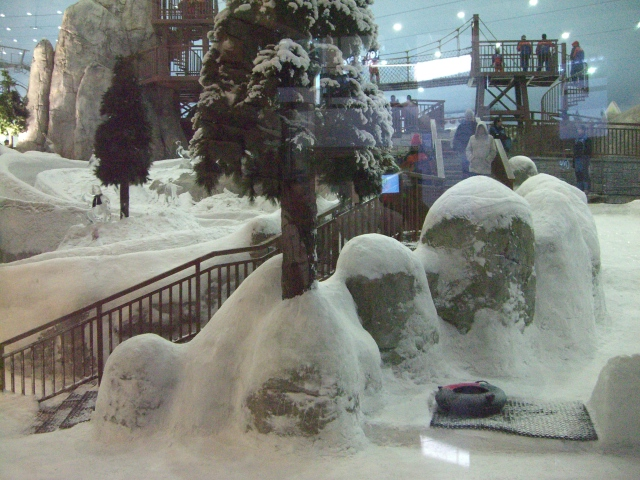
Looking into Ski Dubai from inside the mall